# Megaselia dubitalis
Megaselia dubitalis är en tvåvingeart som först beskrevs av Wood 1908.  Megaselia dubitalis ingår i släktet Megaselia och familjen puckelflugor. Arten är reproducerande i Sverige. Inga underarter finns listade i Catalogue of Life.